# Nsanje (cidade)
Nsanje, ou Nasanje, é uma cidade localizada no distrito de Nsanje (da qual é sede), na Região Sul do Maláui, às margens das planícies alagadiças do rio Chire.
No período do Protetorado da Niassalândia, era denominada "Porto Arauto" (em inglês: Port Herald), sendo o maior e mais movimentado porto do território, localizado no rio Chire. As grandes e destrutivas cheias do Chire, que alagavam largas porções territoriais, inviabilizaram o porto a longo prazo.
A intensa urbanização no fértil vale do Chire formou uma extensa zona urbanizada que vai de Bangula, mais ao norte, passando por Nsanje, ao centro, e chegando em Marka, ao sul, cruzando até mesmo a fronteira moçambicana, abarcando a localidade de Vila Nova de Fronteira.
Nesta cidade está uma importante estação ferroviária do Caminho de Ferro de Sena, paragem de ligação com as localidades Marka e Vila Nova de Fronteira (sul) e Bangula e Blantire (norte).